# Parafia św. Rocha w Rzadkwinie
Parafia św. Rocha w Rzadkwinie – jedna z 10 parafii w dekanacie strzelińskim.

## Rys historyczny
Parafia została utworzona na przełomie XIII i XIV w. W tym też okresie powstał tu cmentarz. Pierwszy kościół w Rzadkwinie zbudowano z drewna, po nim wybudowano drugi kościół drewniany z wieżą w 1714 r. Obecny kościół  został zbudowany z cegły w 1882 roku. W 1892 założono nowy cmentarz, który funkcjonuje do dziś.

## Dokumenty
Księgi metrykalne: 
- ochrzczonych od 1900 roku
- małżeństw od 1875 roku
- zmarłych od 1899 roku

## Zasięg parafii
Miejscowości należące do parafii: Bronisław, Ciechrz, Ołdrzychowo, Rzadkwin.